# San Luis Potosí Challenger 1991
Il San Luis Potosí Challenger 1991 è stato un torneo di tennis facente parte della categoria ATP Challenger Series nell'ambito dell'ATP Challenger Series 1991. Il torneo si è giocato a San Luis Potosí in Messico dal 25 al 31 marzo 1991 su campi in terra rossa.

## Vincitori

### Singolare
Pablo Arraya ha battuto in finale  Jamie Morgan con il punteggio di 6–1, 5–7, 6–3.

### Doppio
Mauricio Hadad /  Daniel Orsanic hanno battuto in finale  Scott Patridge /  Kenny Thorne con il punteggio di 6–4, 3–6, 6–3.